# Zeche Nikolaus
Die Zeche Nikolaus ist ein ehemaliges Steinkohlebergwerk in Dortmund.
Das Bergwerk befand sich im Landkreis Hörde im heutigen Stadtteil Wellinghofen am Nordhang des Ardeygebirges. Die Zeche gehört zum umfangreichen Bergwerksbesitz der Familie von Romberg.
Im Jahre 1917 geht die Zeche zusammen mit der Zeche Niederhofen in der Gewerkschaft Admiral auf.